# Vadkerty Katalin
Vadkerty Katalin (Érsekújvár, 1928. április 21. –) történész, a történettudományok kandidátusa.

## Pályafutása
Történészi oklevelét a pozsonyi Comenius Egyetem Bölcsészettudományi Karán szerezte. Egyetemi tanulmányai befejezése után 1953 és 1958 között a pozsonyi Pedagógiai Főiskola tanára. Az 1960 és 1987 közötti években a Szlovák Tudományos Akadémia Történettudományi Intézetének tudományos munkatársa. Fő kutatási területei a Felvidék 1848 és 1918 közötti időszakának gazdaságtörténete és a csehszlovákiai magyarság 1945 és 1948 közötti története. Kutatómunkájának eredményeit az 1993-ban kiadott Reszlovakizáció, az 1996-ban megjelent Deportálások és az 1999-ben kiadott A belső telepítések és a lakosságcsere trilógiát képező monográfiákban foglalta össze, amely a felvidéki magyarság második világháború utáni meghurcoltatásának legteljesebb körű, tudományos tárgyilagossággal feldolgozott története.

## Elismerései
- 1972 Cena Predsedníctva SAV
- 1996 Fábry Zoltán-díj
- 2000 Jedlik Ányos-díj
- 2003 Dominika Tatarka díj
- 2003 Bethlen Gábor-díj[1]
- 2008 Különleges hozadék a történelem terén díj (Szlovákia)
- 2008 Magyar Köztársasági Arany Érdemkereszt[2]
- Pro Urbe Érsekújvár[3]
- 2018 Magyar Érdemrend lovagkeresztje[4]
- 2020 Kallós Zoltán Külhoni Magyarságért Díj

## Művei
- A reszlovakizáció; Kalligram, Pozsony, 1993 (Mercurius könyvek)
- A deportálások. A szlovákiai magyarok csehországi kényszerközmunkája 1945–1948 között; Kalligram, Pozsony, 1996 (Mercurius könyvek)
- A belső telepítések és a lakosságcsere; Kalligram, Pozsony, 1999 (Mercurius könyvek)
- A kitelepítéstől a reszlovakizációig. Trilógia a csehszlovákiai magyarság 1945–1948 közötti történetéről; Kalligram, Pozsony, 2001 (Mercurius könyvek)[5]
- Maďarská otázka v Československu 1945–1948. Trilógia o dejinách maďarskej menšiny (A kitelepítéstől a reszlovakizációig); Kalligram, Bratislava, 2002